# Amărăști
Amărăști est une commune du județ de Vâlcea en Roumanie.